# Cumieira
Cumieira ist eine Gemeinde (Freguesia) im portugiesischen Kreis Santa Marta de Penaguião, die bis zum 22. August 2003 den Namen Cumeeira führte. In ihr leben 1006 Einwohner (Stand 19. April 2021).